# Bryan Carbis
Bryan Linton Carbis (ur. 23 kwietnia 1961 w Falkirk, zm. 3 grudnia 2008 w Davos) – brytyjski łyżwiarz szybki, olimpijczyk.
Carbis brał udział w Zimowych Igrzyskach Olimpijskich 1984 w Sarajewie. Uczestniczył wówczas w dwóch konkurencjach łyżwiarstwa szybkiego: biegu na 1500 m, gdzie zajął 39. miejsce oraz w biegu na 5000 m, gdzie zajął 41. miejsce.